# Francesco Manenti (Bischof)

Bischofswappen von Francesco Manenti

Francesco Manenti (* 26. Juni 1951 in Sergnano, Provinz Cremona, Italien) ist ein italienischer Geistlicher und Bischof von Senigallia.

## Leben
Francesco Manenti empfing am 28. Juni 1975 das Sakrament der Priesterweihe für das Bistum Crema. Seit 2006 war er Generalvikar des Bistums Crema.
Am 17. Oktober 2015 ernannte ihn Papst Franziskus zum Bischof von Senigallia. Der Bischof von Crema, Oscar Cantoni, spendete ihm am 10. Januar des folgenden Jahres die Bischofsweihe. Mitkonsekratoren waren sein Amtsvorgänger Giuseppe Orlandoni, der emeritierte Erzbischof von Lanciano-Ortona, Carlo Ghidelli, der Bischof von Quiché, Rosolino Bianchetti Boffelli, und der emeritierte Kurienbischof Franco Croci.